# مسبحة الصلاة

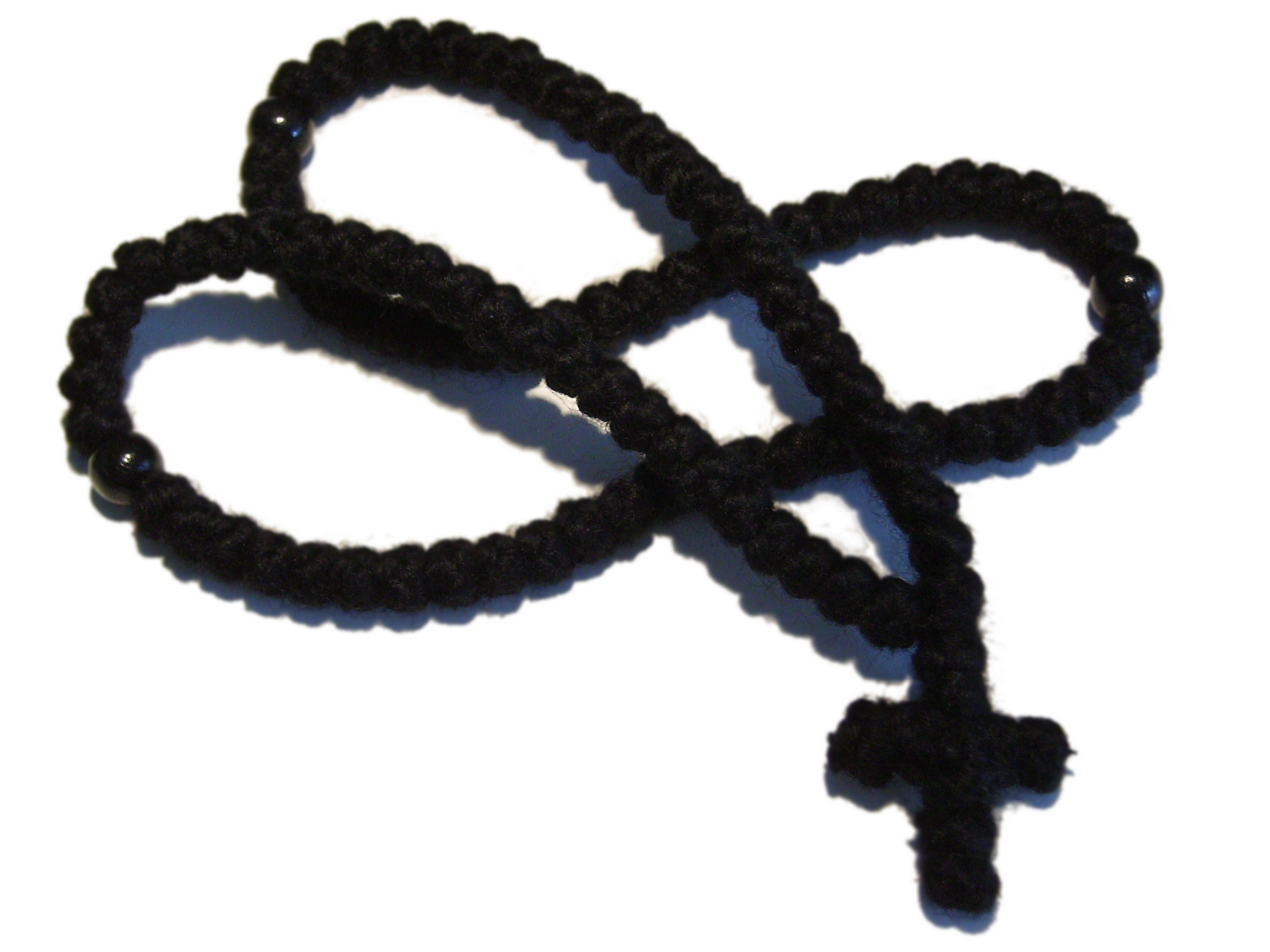
مسبحة صلاة أرثوذكسية شرقية، بدون شرابه.

مسبحة الصلاة، (باليونانية: komboskini، باللغة الروسية: чётки – chotki أو вервица – vervitsa، باللغة الرومانية: misbaḥa، باللغة الصربية: бројаница أو brojanica أو broyanitsa، باللغة البلغارية: броеница أو broyenitsa، باللغة القبطية: mequetaria، باللغة الجعزية: መቁጠሪያ/መቍጠርያ)، حلقة مكونة من عدة عقد منسوجة معقدة تتشكل بنمط متقاطع، عادة تكون من الصوف أو الحرير.
مسبحة الصلاة هي جزءا من ممارسة الرهبان والراهبات الأرثوذكس الشرقيين والكاثوليك الشرقيين أيضا. يستخدمها الرهبان في حساب عدد المرات التي صلى فيها الراهب صلاة يسوع واحيانا صلوات أخرى. تتكون مسبحة الصلاة النموذجية من ثلاث وثلاثين عقدة وهي تمثل ثلاثة وثلاثين عاما من حياة المسيح. في الأرثوذكسية الشرقية، يتم استخدامها في الكنائس الأرثوذكسية القبطية والأثيوبية والإريترية، تعرف باسم القبطي أو الجعيز.

## الوصف التاريخي

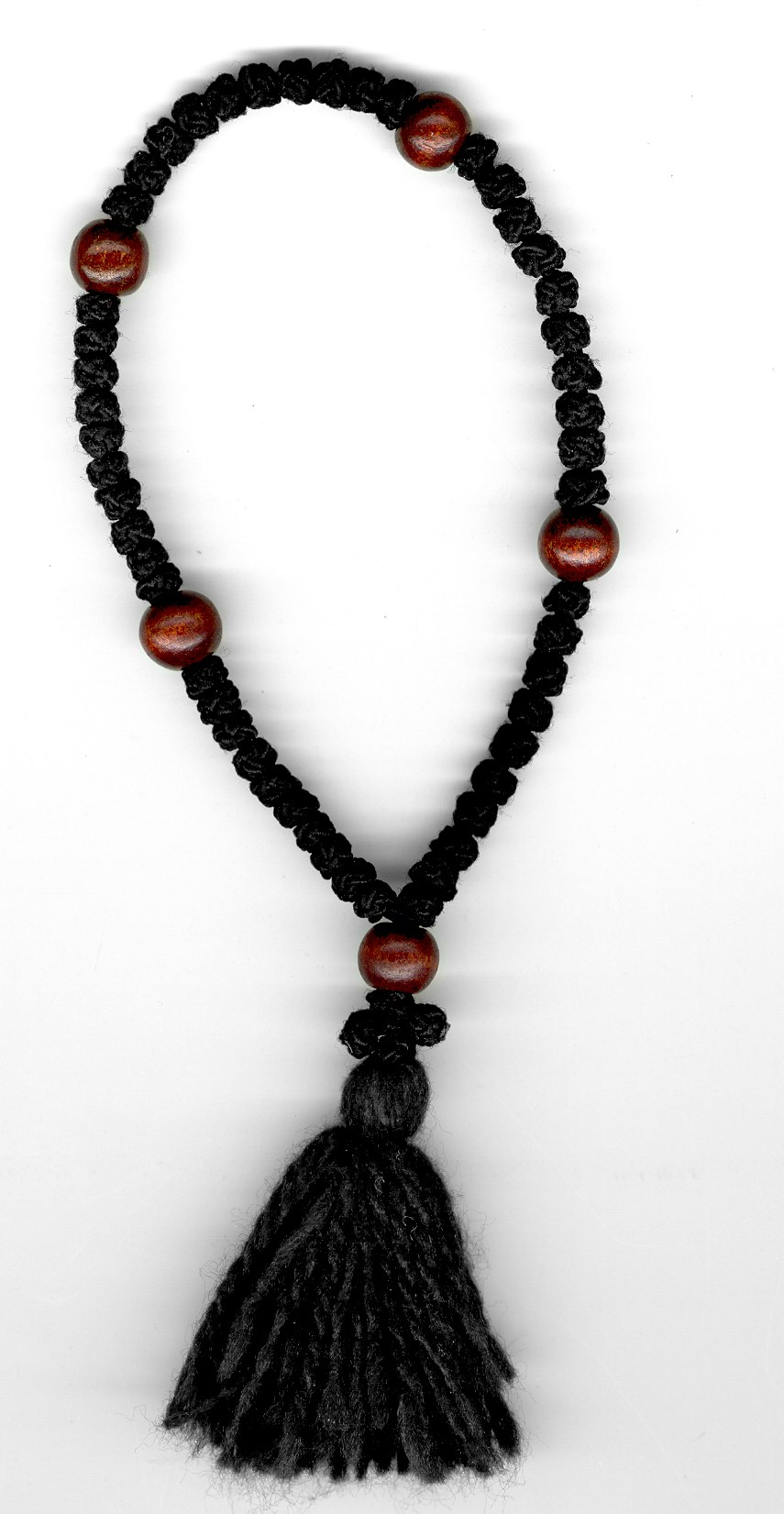
مسبحة أرثوذكسية شرقية 50 عقدة و 5 خرزات خشبية.

كان من الشائع أن تستخدم مسابح الصلاة ذات المئة عقدة، على الرغم من وجود مسابح ذات أعداد أخرى يمكن استخدامها مثل التي تحتوي على 150 عقدة أو 60 أو 50 أو 33 أو 64 أو 41، يوجد أيضا مسابح صلاة صغيرة تحتوي على 10 عقدة فقط يمكن ارتدائها على الأصابع.
قد يمتلك الناسك في عزلته مسابح صلاة يصل عدد عقدها إلى 300 أو 500 عقدة. تتميز عقدة المسبحة بأنها عقدة من الماس.
في الغالب يوجد في طرف المسبحة صليب معقود لربط المسبحة كي تشكل حلقة، أيضا بعض الخرزات على مسافات معينة بين العقد عادة تكون كل 10 عقد أو 25 عقدة وأحيانا 11 عقدة لسهولة العد. تحتوي مسابح الصلاة الطويلة في كثير من الأحيان على شرابة في نهاية الصليب، يكون الغرض منه هو تجفيف الدموع التي تذرف بسبب الندم الصادق على خطايا المرء. يقول أيضا أن الشرابة تمثل مجد الملكوت السماوي، الذي لا يمكن للمرء الدخول إليه إلا من خلال الصليب. تمثل الشرابة تقليدا موروثا للصلاة، رمز الشرابات هو تقليد قادم من وصايا العهد القديم لليهود بارتداء شرابات على ثيابهم ليضعوها في اعتبار القوانين المقبولة.
المسبحة ذات العقد الصوفية ترمز إلى قطيع المسيح، في العصر الحديث تستخدم مواد أخري لصناعة المسبحة، اللون الأسود هو اللون التقليدي للحبل ويرمز إلى خطايا المرء، يكون الخرز اسود أو ملون. يرمز إلى دم المسيح ودم الشهداء بالنسبة ذات الخرز الملون وجزء أحمر من الشرابة، في العصور الحديثة صنعت المسبحة بألوان مختلفة. في العصور السابقة، كان من المفترض أن لا يسمح أن يتم ربط المسبحة إلا من قبل الرهان. في الممارسة الصحيحة، يجب أن يكون الشخص الذي يربط المسبحة من الإيمان الحقيقي والحياة التقية ويجب أن يصلي صلاة يسوع طوال الوقت.
في الممارسة الأرثوذكسية، تلبس مسبحة الصلاة ذات ال 33 عقدة على اليد اليسرى، أثناء الصلاة تمسك بالإبهام والسبابة في اليد اليمنى. المسبحة ذات الـ 33 عقدة ترمز إلى عمر المسيح يسوع عندما صلب.
تتكون مسبحة الصلاة لدى الأرثوذكس الشرقيين من 41 أو 64 أو 100 عقدة، تستخدم بشكل خاص وأساسي لتلاوة صلاة كيرياليسون بالإضافة إلى صلاة أخرى مثل الصلاة الربانية. يتعلق الرقم 41 بعدد الجلدات التي لحقت بيسوع فهم 39 على حسب العادات اليهودية إلى جانب جرح الرمح وتاج الأشواك، بينما يمثل الرقم 100 عمر السيدة مريم عند توليها على التوالي.

## استعمال

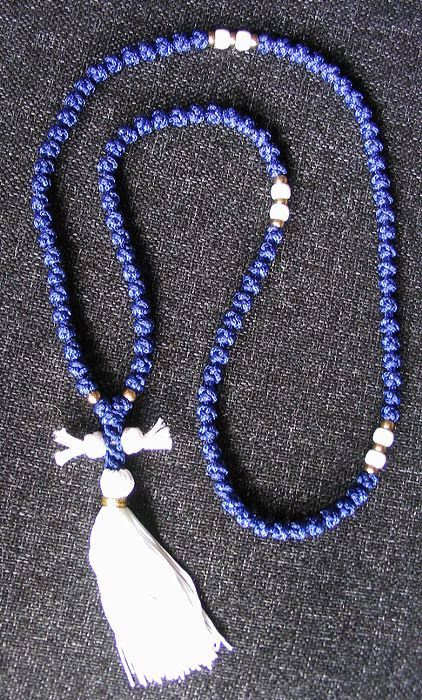
مسبحة يونانية 100 عقدة

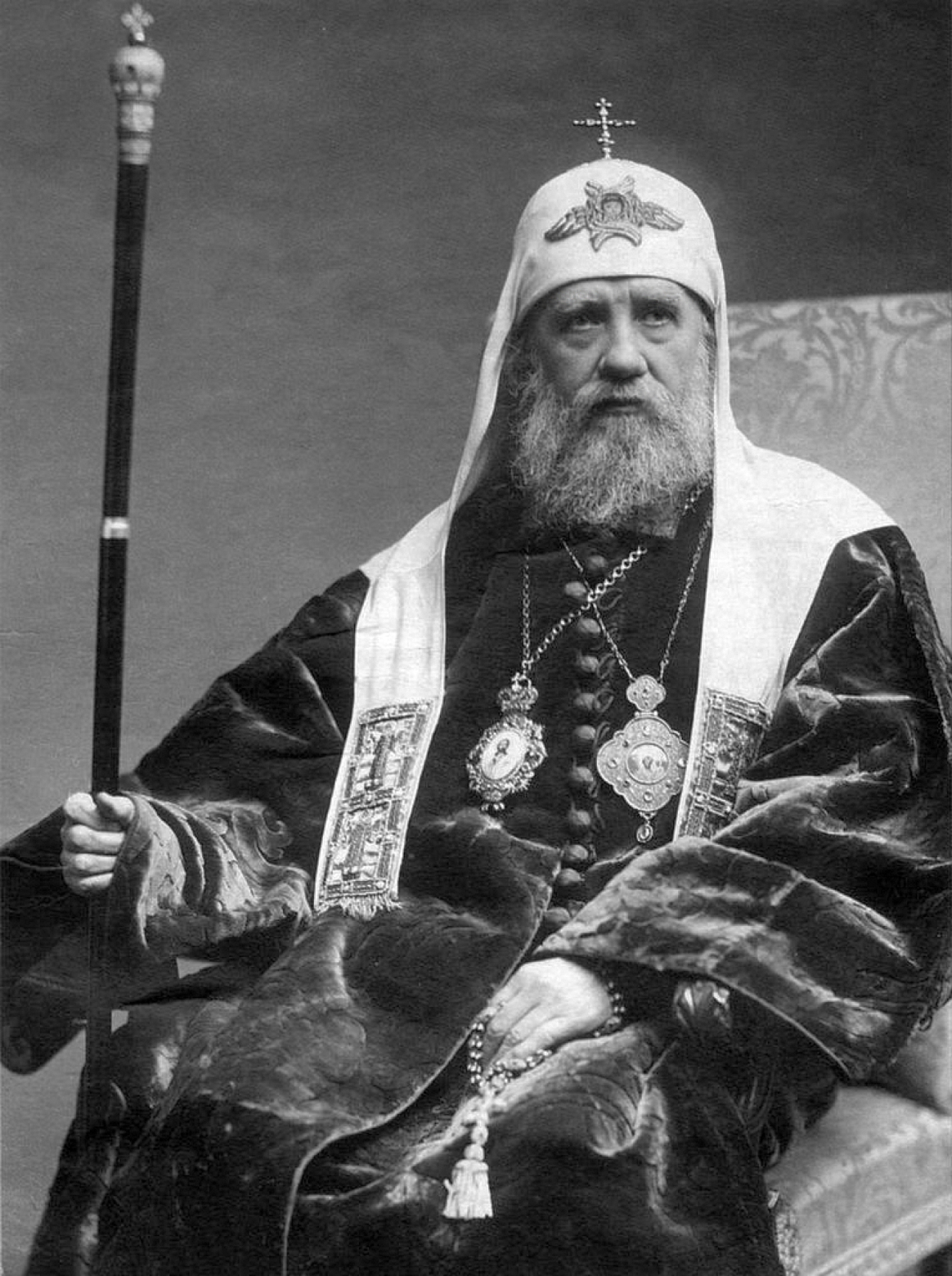
تيخون من موسكو يرتدي عادته الرهبانية كبطريرك موسكو وعموم روسيا مع مسبحة بيضاء في يده اليسرى

تستخدم المسبحة عند الصلاة، يمسك المصلي بها في يده اليسرى، يترك يده اليمنى حره لترسم إشارة الصليب. عند عدم استخدامها يقوم الشخص بلفها حول المعصم الأيسر، حيث تستمر في تذكيره بالصلاة دون انقطاع. إذا كان الشخص مشغول بعمل ما فيقوم بوضعها في الجيب الأيسر، لا ينبغي تعليق المسبحة حول الرقبة أو من الحزام. لا ينبغي أن يكون المرء متفاخرا ويقوم بعرض المسبحة ليراها الآخرون. أثناء ارتداء الرهبان للملابس المهنة الدينية، يتلقى الرهبان والراهبات الأرثوذكس الشرقيون مسبحة صلاة عليها كلمات:
«أقبل أيها الرب ويذكر اسم شخص ما، سيف الروح الذي هو كلمة الله في صلاة يسوع الأبدية التي يجب أن يكون بها اسم الرب في نفسك، أفكارك، قلبك يقول دائمًا، أيها الرب يسوع المسيح، ابن الله، ارحمني أنا الخاطئ».
الأرثوذكسية تعتبر المسبحة هي سيف الروح، لأن الصلاة من القلب المستوحاة من نعمة الروح القدس هي سلاح يهزم الشيطان.
بعض الرهبان الأرثوذكس، يمكن أن يستبدلوا الساعات الكنسية والاستعداد للمناولة المقدسة بصلاة يسوع لعدد محدد من المرات اعتمادا على الخدمة التي يتم استبدالها. بهذه الطريقة يمكن أداء الصلوات حتى إذا كانت كتب الخدمة غير متوفرة، أو كان الشخص غير متعلم أو غير قادر على التلاوة، في هذه الحالات تصبح المسبحة هي الحل البديل لحفظ عدد الصلوات.
مخطط لاستبدال الخدمات الإلهية بصلاة يسوع
بدلا من سفر المزامير يعادل 6000 صلاة يسوع
كاثي سما واحد من سفر المزامير يعادل 300 صلاة 100 صلاة لكل ركود
مكتب منتصف الليل يعادل 600 صلاة أو 1500 ساعة متواصلة أو 600 صلاة عظيمة
تم تطوير قواعد الخلية المختلفة على مر القرون، لمساعدة الفرد في استخدام مسبحة الصلاة. لا توجد طريقة موحدة مستخدمة عالميا في جميع أنحاء الكنيسة، ربما يكون هناك سجدات بعد كل صلاة أو بعد عدد معين من الصلوات، حسب القاعدة الخاصة التي يتم اتباعها.
لا يتم استخدام صلاة يسوع فقط، حيث أن المسيحيين الشرقيين لديهم أيضا العديد من صلوات التنفس. على عكس الفكر، لا ينبغي قولهم باستخدام التنفس الروحي، حيث لا يمكن تحديد ذلك إلا من قبل الأب الروحي. قد تشمل صلاة الأنفاس التي تتكرر باستمرار على المسبحة، يا رب ارحم، تعال يا رب يسوع، يا رب أؤمن، ساعد في عدم إيماني، يا رب نجني.

## اللبس
من بين المؤمنين الأرثوذكس في دول البلقان، يتم ارتداء مسبحة الصلاة الصغيرة المكونة من 33 عقدة حول المعصم، لكن من الشائع ارتداء المسبحة الكبيرة ذات الـ 100 عقدة حول الرقبة.

## التاريخ
يرجع تاريخ المسبحة إلى أصول الرهبنة المسيحية. يعود اختراع المسبحة إلى باخوميوس الكبير في القرن الرابع، لتساعد الرهبان الأمين لإنجاز عدد ثابت من الصلوات والسجود في عزلتهم. في السابق كان الراهب يحسب صلواته عن طريق إلقاء الحصى في وعاء، فلا يمكن حمل الحصى بسهولة عندما يكون الراهب خارج عزلته. مسبحة الصلاة جعلت الأمر أكثر سهولة فيمكن حملها في العزلة وخارجها. قام الرسول بولس بتوجيه هذه الرسالة للرهبان صلوا بلا انقطاع.
تعود طريقة ربط المسبحة إلى والد الرهبنة الأرثوذكسية أنطونيوس الكبير، حيث بدأ بربط حبل جلدي بعدد عقد بسيطة يصلي بها كل صلاة، لكن الشيطان سيأتي ويفك العقد. ثم ابتكر طريقة مستوحاة من رؤيته لوالده الإله لربط العقد بحيث ترسم العقد نفسها علامة الصليب باستمرار. هذا هو السبب في أن مسبحة الصلاة اليوم ظلت مقيدة باستخدام عقد يحتوي كل منها على سبعة صلبان صغيرة يتم ربطها مرارا وتكرارا. لم يستطع إبليس أن يفكها لأن إبليس قد هُزم بإشارة الصليب.

## وصلات خارجية
- كيفية ربط عقدة مسبحة الصلاة الأرثوذكسية.
- كيفية صنع مسبحة صلاة أرثوذكسية.
- مسبحة الصلاة: تأملات راهب من جبل آثوس المقدس.
- حكم الخلية لخمسمائة من دير أوبتينا.
- مسبحة الصلاة والقديس أنطونيوس الكبير.
- حبات مسبحة الصلاة الأرثوذكسية.
- مسبحة الصلاة الأرثوذكسية.
- كيفية ربط مسبحة الصلاة الأرثوذكسية نسخة محفوظة 22 مايو 2016 على موقع واي باك مشين..